# معركة مونموث
معركة مونموث كانت صراعًا عسكريًا جرى قرب محكمة مونموث (الموجودة حاليًا في منطقة فريهولد في ولاية نيوجيرسي)، وذلك في الثامن والعشرين من يونيو عام 1778 خلال حرب الاستقلال الأمريكية. وضعت هذه المعركة الجيش القاري الأمريكي تحت قيادة الجنرال جورج واشنطن ضد الجيش البريطاني في أمريكا الشمالية تحت قيادة الجنرال السير هنري كلينتون. كانت هذه المعركة الأخيرة في حملة فيلادلفيا العسكرية التي بدأت في العام السابق، وخلالها ألحق البريطانيون هزيمتين كبيرتين بواشنطن واحتلوا فيلادلفيا.
كان واشنطن قد أمضى الشتاء في معسكر فالي فورج لإعادة بناء جيشه والدفاع عن مواقعه في وجه الأعداء السياسيين الذين فضلوا استبداله كقائد للقوات المسلحة. في فبراير عام 1778، تمكن التحالف الفرنسي الأمريكي من حرف التوازن الاستراتيجي لصالح الأمريكيين، ما أجبر البريطانيين على التخلي عن الأمل بالانتصار العسكري وتبني إستراتيجية دفاعية. أُمر كلينتون بإخلاء فيلادلفيا وتثبيت سلطة جيشه. لاحق الجيش القاري البريطانيين عندما عبروا نيوجيرسي إلى ساندي هوك، ومن هناك كانت البحرية الملكة سوف تنقلهم إلى نيويورك.
نصح الضباط الكبار واشنطن باتخاذ درجات متنوعة من الحذر، لكن السماح للبريطانيين بالهروب دون أذى لم يكن أمرًا مقبولًا من الناحية السياسية. أرسل واشنطن نحو ثلث جيشه تحت قيادة اللواء «تشارلز لي» أملًا بإلحاق ضربة قاضية بالبريطانيين دون الانخراط في صراع عسكري كبير. بدأت المعركة بشكل سيئ بالنسبة للأمريكيين عندما أخفق «لي» في هجومه ضد الحرس الخلفي البريطاني في محكمة مونموث. أجبر الهجوم المضاد الذي شنه الجيش البريطاني «لي» على الانسحاب حتى وصول واشنطن مع بقية الجيش الأساسي. انفصل كلينتون عن المعركة عندما علم أن واشنطن يتخذ موقعًا دفاعيًا غير قابل للاختراق ثم تابع المسير باتجاه ساندي هوك.
كان كلينتون قد قسم جيشه إلى قطعتين من أجل المسير إلى فيلادلفيا؛ تركزت معظم القوات المقاتلة في القطعة الأولى، في حين تكونت القطعة الثانية بمعظمها من معدات النقل الثقيلة. تعرض البريطانيون للمناوشة على طول الطريق عبر نيوجيرسي من قبل الجيش الأمريكي الذي ازداد قوة وعددًا يومًا بعد يوم، وبحلول السابع والعشرين من يونيو، كان الحرس الأمامي للواء «لي» ضمن مرمى النار. عندما ترك البريطانيون ساحة محكمة مونموث في اليوم التالي، حاول «لي» عزل الحرس الخلفي وهزيمته، لكن الهجوم لم يكن موفقًا بسبب ضعف التنسيق ما أدى إلى السماح للفرقة البريطانية الأولى بالعودة والتغلب على الأمريكيين بسبب التفوق العددي.
بدأ جزء من قوات «لي» بالتراجع، ما أدى إلى انهيار في القيادة والسيطرة على الجيش فأُجبر «لي» على طلب انسحاب جماعي. أدى القتال الدفاعي الفعال للحرس الأمامي إلى إعطاء واشنطن وقتًا كافيًا لنشر الجزء المركزي من جيشه في موقع دفاعي قوي، والذي فشلت المحاولات الهجومية البريطانية في اجتياحه. أفضت معركة المشاة في ما بعد إلى مواجهة مدفعية استمرت مدة ساعتين، قرر خلالها كلينتون الانسحاب من الاشتباك. انتهت المواجهة المدفعية عندما ركز الجيش القاري الأمريكي مدفعيته على تلة مطلة على الخطوط البريطانية، ما أجبر كلينتون على سحب مدفعياته. شن واشنطن هجومين صغيرين على مشاة كلينتون خلال انسحابهم، ما أدى إلى إلحاق خسائر كبيرة بالبريطانيين خصوصًا في الهجوم الثاني. فشلت محاولة لاختراق الجناح البريطاني في وقت الغروب، واستقر الجيشان على بعد كيلومترين من بعضهما. انسحب البريطانيون دون أثر خلال الليل منضمين إلى القسم الثاني الناقل للحمولة. جرت بقية الرحلة إلى ساندي هوك دون أحداث هامة أخرى، ونُقل جيش كلينتون بحرًا إلى نيويورك في أوائل يوليو.
في النهاية، ثبت أن المعركة لم تكن حاسمة من الناحية التكتيكية أو هامة من الناحية الاستراتيجية، إذ لم يتمكن أي جانب من إلحاق الضربة القاضية التي رغب بها، وبقي جيش واشنطن القاري قوةً عسكريةً فعالةً فيما نجح البريطانيون في نقل قواتهم بأمان إلى نيويورك. ألحق الجيش القاري بالبريطانيين خسائر أكبر من تلك التي لحقت به، وكانت هذه المعركة من المعارك القليلة التي نجح فيها الأمريكيون بفرض السيطرة على ميدان المعركة بعد انتهائها. أظهر الجيش الأمريكي تحسنًا ملحوظًا بعد التدريب الذي تلقاه خلال الشتاء، بالإضافة إلى أن التنسيق الاحترافي للقوات الأمريكية خلال المعركة لفت اهتمام البريطانيين. تمكن واشنطن من تقديم المعركة لأنصاره كانتصار، وصوت الكونغرس لتقديم شكر له على «النصر الهام في مونموث على الجيش البريطاني الضخم». ساعده الانتصار على تثبيت منصبه قائدًا للقوات المسلحة، وحصل للمرة الأولى على لقب أب مؤسس للبلاد، واضطر معارضوه إلى الصمت في وجه إنجازاته. على الجانب الآخر، تعرض «لي» للانتقاد بسبب فشله في تثبيت الهجوم الأمريكي على مؤخرة الجيش البريطاني، وبعد ذلك، أمر واشنطن باعتقاله ومحاكمته ميدانيًا بتهمة عصيان الأوامر، إذ أجرى «انسحابًا عشوائيًا مخزيًا غير ضروري» وقلل احترام قائد الجيش. وقع «لي» في غلطة قاتلة؛ وهي تحويل الموضوع إلى صراع مباشر بينه وبين واشنطن. وجدته المحكمة مذنبًا بجميع التهم، على الرغم من أن لومه على التهمتين الأولى والثانية بقي موضع جدل.